# Birger Helling
Sven Birger Helling, född den 29 mars 1917 i Karlstad, död den 20 september 2001 i Göteborg, var en svensk jurist.
Helling avlade studentexamen 1935 och juris kandidatexamen vid Uppsala universitet 1947. Han genoförde tingstjänstgöring i Nordmarks domsaga 1948–1950 och var tingssekreterare i Sunnervikens domsaga 1953–1955. Helling blev fiskal i Hovrätten för Västra Sverige 1952, adjungerad ledamot där 1956, assessor 1959, hovrättsråd 1965 och tillförordnad vice ordförande på avdelning 1975. Han blev riddare av Nordstjärneorden 1969. Helling vilar på Stampens kyrkogård i Göteborg.